# KuaFu
KuaFu est un projet de mission spatiale scientifique proposé par l'agence spatiale chinoise portant sur la météorologie de l'espace. La mission qui serait développée en coopération avec l'Agence spatiale européenne et l'Agence spatiale canadienne comprend trois satellites dont l'un est positionné au point de Lagrange L1 et les deux autres sur des orbites polaires autour de la Terre. L'objectif de KuaFu est de recueillir des données sur l'ensemble du processus amorcé par les perturbations solaires jusqu'à leur dissipation dans l'environnement terrestre. La mission devait être lancée en 2017. Le projet est abandonné à la suite du retrait du Canada.

## Contexte
En 2011 dans le cadre de son 12e plan quinquennal la Chine met en place le programme prioritaire stratégique des sciences spatiales (SPP) et confie  au Centre national des sciences spatiales (NSSC), centre de recherche rattaché à l'Académie chinoise des sciences,  la gestion et le développement de cinq missions scientifiques ambitieuses : les satellites DAMPE et HXMT dans  le domaine de l'astrophysique, QUESS pour les télécommunications quantiques, ShiJian-10 qui embarque des expériences de biologie spatiale  et KuaFu qui doit étudier l'influence du Soleil sur l'atmosphère terrestre.

## Objectifs
L'éjection de masse coronale par le Soleil est un phénomène à grande échelle qui modifie les caractéristiques du vent solaire en se déplaçant à très grande vitesse dans le milieu interplanétaire (entre 100 km/s et 2 500 km/s). La distance Terre-Soleil est parcourue en quelques jours. Le champ magnétique très important associé à ce phénomène peut provoquer lorsqu'il atteint la Terre des orages magnétiques en interagissant avec le champ magnétique terrestre. Ces orages ont une incidence sur certaines activités humaines (fonctionnement des satellites en orbite terrestre, lignes à haute tension...). La naissance de ce type de phénomène, son déroulement et ses interactions avec l'environnement terrestre sont aujourd'hui mal compris.
KuaFu doit fournir des observations globales, continues et à long terme, de l'ensemble de la séquence des événements de la naissance de la perturbation jusqu'à la dissipation de l’énergie dans la magnétosphère terrestre interne et la zone aurorale en passant par sa propagation dans le milieu interplanétaire. Cette étude doit améliorer les prévisions de la météorologie de l'espace. Les données recueillies doivent en particulier permettre de :
- identifier les indices annonçant les perturbations de l'activité solaire ;
- modéliser le couplage entre ces phénomènes et les perturbations de l'environnement terrestre ;
- étudier des processus de transfert d'énergie à l’œuvre au sein du système Terre-Soleil ;
- étudier le degré d'influence de l'ionosphère sur le développement des sous-orages et le flux d'énergie auroral en observant simultanément les hémisphères au soleil et dans l'ombre ;
- étudier les processus de dissipation d’énergie dans la magnétosphère interne ;
- étudier le rôle des différents types d'ions dans la dynamique de la magnétosphère interne, durant les orages magnétiques.

## Historique
Le projet KuaFu (dans la mythologie chinoise, KuaFu était un géant qui tentait en vain de capturer le Soleil) a été proposé par Chuanyi Tu à la National Natural Science Foundation of China (en) (NSFC) en janvier 2004. Une pré-étude a démarré en octobre 2004. Plusieurs réunions réunissant scientifiques chinois et des participants canadiens et européens se sont tenues par la suite pour définir les objectifs et l'architecture de la mission. La fin de la phase A a eu lieu en novembre 2007. Le projet a été reporté sine die à la suite du retrait du Canada.

## Déroulement de la mission
La mission utilise trois satellites :
- KuaFu-A, est positionné au point de Lagrange L1 situé entre la Terre et le Soleil. Il est en position d'observer en permanence le Soleil sans éclipse et se trouve sur le chemin des perturbations déclenchées par le Soleil ;
- les satellites KuaFu-B1 et KuaFu-B2 tournent sur des orbites polaires (inclinaison 90°) autour de la Terre de manière à fournir une observation des aurores boréales et australes ainsi que de la magnétosphère interne. Ils suivent une même orbite elliptique (environ 6 000 × 40 000 km) qui les fait traverser les ceintures de radiation interne et externe et qui permet au champ optique des instruments de couvrir l'ensemble de la région aurorale. Leur phasage (décalage sur l'orbite) permet de disposer en permanence de données sur la zone où se produisent les aurores boréales.

## Caractéristiques des satellites

### KuaFu-A
Le satellite KuaFu-A, qui est positionné au point de Lagrange L1, effectue une surveillance constante à la fois de l'activité solaire et du milieu interplanétaire en amont de la Terre. Les instruments d'observation de l'activité solaire, en particulier de l'éjection de masse coronale, comprennent un imageur fonctionnant dans l'ultraviolet lointain et extrême, un imageur spectrographe (MOSES) fonctionnant sur la même partie du spectre électromagnétique, un coronographe Lyman-Alpha (1,15 à 2,5 rayons solaires), un coronographe en lumière visible (2,5 à 15 rayons solaires) ainsi qu'un instrument de mesure de l'irradiance du Soleil (SIM). Les instruments mesurant in situ la propagation des perturbations solaires dans le milieu interplanétaire comprennent une suite d'instruments de mesure du vent solaire (SWIP), un capteur de particules énergétiques solaires (SEPS), un spectromètre à rayons X durs et rayons gamma (HXGR) ainsi qu'un instrument de mesure des ondes radio (RBI),.

### KuaFu-B
Les deux satellites, KuaFu-B1 et KuaFu-B2, qui circulent sur des orbites polaires autour de la Terre utilisent des instruments de mesure in situ des particules chargées à haute énergie (instrument HECPE), à moyenne énergie (IES/IPS), à basse énergie (type PEACE, TBC), un magnétomètre à saturation (FGM), un analyseur d'atomes neutres des anneaux de courant (NAIK), un imageur fonctionnant dans l'ultraviolet lointain avec un objectif grand angle (WFAI) ainsi qu'un imageur spectrographe pour les protons des zones aurorales.